# Lu Yun-feng
Lu Yun-feng (en chino, 呂鋆峰; pinyin, Lǚ Yún Fēng) (Weifang, Shandong, China, 6 de noviembre de 199) es un actor chino. Fue representado por Comic Communication Co. entre 2016 y 2017.

## Biografía
Lu Yun-feng nació el 6 de noviembre de 1995 en la ciudad de Weifang, provincia de Shandong. Asistió y se graduó de la Zhejiang University of Media and Communications. Debutó como actor en 2015, tras interpretar un papel secundario en la serie de televisión Long Distance e ingresó oficialmente a la industria del entretenimiento. En ese mismo año, actuó como anfitrión de una reunión en China de los grupos taiwaneses SpeXial y Angel 'N' Devil.
En 2016, saltó a la fama interpretando al melancólico rey Ling Guang en la serie web Men with Sword. Dicha serie acumuló 430 millones de visitas, convirtiéndose en una de las diez series más populares de Sohu Video de ese año. Lu repitió su papel en una segunda temporada de la serie, la cual fue filmada entre febrero y mayo de 2017, y estrenada el 15 de junio. Para esta temporada, Lu interpretó el tema de cierre, Tears, junto con sus compañeros de elenco Xiong Ziqi, Zhao Zhi-wei, Peng Yu-chang, Zhu Jian y Zha Jie. En 2017, también protagonizó la película Love Strategy junto a la actriz Jiang Rui-ze.

## Filmografía

### Series
| Año   | Título              | Papel       | Notas      |
| ----- | ------------------- | ----------- | ---------- |
| 2015  | Long Distance       | Zheng Hao   | Secundario |
| 2016  | KO One Re-member    | Xi-Xi       | Secundario |
| 2016  | Men with Sword      | Ling Guang  | Principal  |
| 2017  | Men with Sword 2    | Ling Guang  | Principal  |
| 2018  | Like a Flowing Rive | Yang Su     | Secundario |
| 2019  | Together            | Doctor Shen | Secundario |
| 2021- | You Are My Glory    | Xia Xue     | Secundario |

### Películas
| Año  | Título        | Papel          | Notas     |
| ---- | ------------- | -------------- | --------- |
| 2017 | Love Strategy | Wang Xiao-jian | Principal |